# Bussum
Bussum es una ciudad dormitorio y antiguo municipio municipio de los Países Bajos, al sureste de la provincia de Holanda Septentrional, en la región de Het Gooi, con centro en Hilversum. Cuenta con una superficie de solo 8,15 km² (0,06 km² de agua), con una población el 1 de enero de 2014 de 32.631 habitantes, lo que supone una densidad de 4035 h/km². En 2016 pasó a formar parte del nuevo municipio Gooise Meren. 
Bussum aparece citado por primera vez en 1306. Durante mucho tiempo fue solo un brezal con pequeñas granjas dependiente de la ciudad fortificada de Naarden. En 1817 se independizó de Naarden, pero solo a partir de la llegada del ferrocarril en 1874 la población comenzó a crecer, como ciudad satélite de Ámsterdam.
La primera señal de la televisión pública de los Países Bajos se emitió en 1951 desde Bussum, donde hasta 1964 se localizaron los estudios de la televisión estatal.

## Distritos
Los distritos en los que se divide Bussum son: Oude Dorp (barrio antiguo), Het Spieghel, Brediuskwartier, Bussum-Zuid, Westereng, Oostereng y Franse Kamp (campamento francés, por haberse establecido allí el ejército de Luis XIV que sitiaba Naarden).

## Personajes ilustres
- Paul Biegel (1925-2006), escritor.
- Ronnie Tober (1945), cantante.
- Huub Rothengatter (1954), piloto de Fórmula 1.
- Ruud Hesp, futbolista.
- Thekla Reuten (1975), actriz.